# Громадянська війна у Греції
Громадянська війна в Греції (31 березня 1946 — 30 серпня 1949) — перший великий збройний конфлікт у Європі, який вибухнув іще до закінчення Другої світової війни, відразу після визволення Греції від гітлерівських окупантів. Для громадян Греції конфлікт набув форми громадянської війни між комуністичними партизанами, популярними в народному середовищі, і роялістами, підтримуваних вузькими колами міської буржуазії, орієнтованої на підтримку Великої Британії і США.
Геополітично Громадянська війна в Греції стала першим витком Холодної війни між Великою Британією та США з одного боку і СРСР та його союзниками з іншого. Поразка грецьких комуністів, яким Радянський Союз не зміг надати належну підтримку, обернулася так званою Процентною угодою 1943 року, яка в кінцевому підсумку привела до вступу Грецького королівства та Туреччини в НАТО (1952) і встановленню впливу США в Егейському морі до самого кінця Холодної війни.

## Періодизація
- Громадянська війна в Греції (1943—1944) — пов'язана з загальним хаосом у Європі наприкінці Другої світової війни.
- Власне Громадянська війна в Греції (1946—1949).

## Передумови
Після вторгнення німецьких військ і захоплення Греції король Георг ІІ разом із урядом опинився у вигнанні в Александрії (Єгипет) (див. Грецький уряд у вигнанні). Натомість німці сформували колабораціоністський уряд в Афінах (якому бракувало не тільки легітимності, а й народної підтримки), а також Охоронні батальйони, або Тагмата Асфаліяс. Вакуум влади був заповнений одночасно кількома рухами опору, ідеології яких варіювали від пророялістських до комуністичної.
Рух Опору в Греції зародився у Східній Македонії та Фракії, окупованих болгарськими військами. Незабаром почали спалахувати широкі демонстрації, організовані в багатьох містах патріотичними організаціями. Комуністична партія Греції на чолі з Георгіосом Сіантасом спільно з трьома партіями лівого спрямування спромоглася створити 27 вересня 1941 року широкий єдиний антифашистський Національно-визвольний фронт Греції (EAM), який пізніше здобув підтримку багатьох некомуністичних патріотів. EAM у грудні 1941 року створив власні загони Народно-визвольної армії Греції (ЕЛАС), що стали найбільш численними і боєздатними організаціями національного опору в період окупації.
ЕЛАС влаштовувала напади на окупаційні сили, створила широку мережу шпигунства. Водночас комуністичні лідери EAM планували зберегти за собою владу і в післявоєнній Греції, тому паралельно здійснювали спроби взяти вгору або знищити опір інших груп у Греції (зокрема, знищення групи Народне і соціальне визволення — EKKA, вбивство її лідера Дімітріоса Псарроса капітаном EAM Арісом Велухіотісом).
До 1944 року командувач ЕЛАС генерал Стефанос Сарафіс, спираючися на перевірені в боях військові формування, перебував у стані готовності діяти в разі наказу взяти під контроль територію всієї країни. Однак такий наказ не надійшов. 20 вересня 1944 року Прем'єр-міністр Великої Британії Вінстон Черчилль в ході переговорів із Йосипом Сталіним домовився про те, що всі збройні формування мали надійти в підпорядкування верховного головнокомандувача Греції, яким фактично був британський генерал Рональд Скобі.
Коли нарешті прийшло визволення в жовтні 1944 року, Греція перебувала в критичному стані кризи. 3 грудня 1944 року між грецькими комуністами-демонстрантами і поліцією спалахнула стрілянина (див. Декемвріана). Цей інцидент фактично поклав початок громадянської війни в Греції, яка з невеликими перервами тривала до 1949 року. Для комуністів ішлося не лише про збереження свого політичного впливу, а й про фізичне виживання. Для англійців під питанням опинився вплив у Балканському регіоні в цілому.

## Основні сили Руху Опору
Зрештою визвольну боротьбу в Греції очолив створений у вересні 1941 року за ініціативою Комуністичної партії Греції Національно-визвольний фронт (скорочено ЕАМ), ядром якого були робітники і селяни. Партизанські загони, що виникли на початку 1941 року, були об'єднані здебільшого в грудні 1941 року в Народно-визвольну армію (скорочено ЕЛАС).
| Назва загону                                                                          | Політична орієнтація                                        | Політичні лідери                                  | Військові сили                                                                  | Військові лідери                         | Кількість членів             |
| ------------------------------------------------------------------------------------- | ----------------------------------------------------------- | ------------------------------------------------- | ------------------------------------------------------------------------------- | ---------------------------------------- | ---------------------------- |
| Національно-визвольний фронт Греції (Ethnikó Apeleftherotikó Métopo/ΕΑΜ)              | ліва орієнтація, пов'язаний із Комуністичною партією Греції | Георгіос Сіантос                                  | Народно-визвольна армія Греції (Ellinikós Laikós Apeleftherotikós Stratós/ELAS) | Аріс Велухіотіс, Стефанос Сарафіс        | 100 000 озброєних повстанців |
| Народна республіканська грецька ліга (Ethnikós Dimokratikós Ellinikós Sýndesmos/EDES) | венізелізм, республіканізм, соціалізм, антикомунізм         | Ніколаос Пластірас (номінально), Комнін Піромаглу | Народні групи грецьких повстанців (Ethnikés Omádes Ellínon Antartón/EOEA)       | Наполеон Зервас                          | 14 000                       |
| Народне і соціальне визволення (Ethnikí Kai Koinonikí Apelefthérosis/EKKA)            | венізелізм, республіканізм, лібералізм, антикомунізм        | Георгіос Карталіс                                 | Полк евзонів 5/42                                                               | Дімітріос Псаррос та Евріпідіс Бакірдзіс | 1 000                        |

## Перші конфлікти: 1943—1944 роки
На початковому етапі країни Західного Альянсу підтримували групи опору фінансово та зброєю, оскільки самі були зацікавлені в допомозі в боротьбі з Німеччиною. В лютому і березні 1943 року Національно-визвольний фронт Греції організував в Афінах загальний страйк проти примусової трудової мобілізації населення. За кілька тижнів страйки виникли й в інших містах Греції, і гітлерівці відмовилися від мобілізації.
Однак у 1943 році Велика Британія почала підтримувати антикомуністичні сили, аби не допустити перетворення ЕЛАС Національно-визвольного фронту Греції на велику регулярну армію, одночасно скорочуючи поставки останньому продовольства та зброї. Коли влітку 1943 року Італія приєдналася до країн Альянсу, ЕЛАС заволоділа зброєю італійських загонів, у той час як ЕДЕС уже напряму підтримувався Альянсом.
Постійна боротьба між групами опору все далі заганяла країну в політичну кризу. Воєнізована організація Χ (укр. Хі) в Афінах, Загальноеллінська визвольна організація в Македонії звинуватила ЕАМ у тому, що він постачається Німеччиною, водночас ЕАМ у зв'язках із Німеччиною звинуватив свого головного супротивника ЕДЕС (Народна республіканська грецька ліга), оскільки бажала одноосібно контролювати державу, як тільки її визволять від окупантів.
Так розпочалася тристороння війна між ЕЛАС, ЕДЕС і німецькою армією. Оскільки грецький екзильний уряд у Каїрі підтримував лише ЕДЕС, це розпалювало громадянську війну. В жовтні 1943 ЕЛАС уперше атакувала безпосередньо загони ЕДЕС. Збройні зіткнення тривали й у 1944 році. Британські посередники домоглися підписання сторонами так званого Договору в Плаці, однак ситуація тільки погіршувалася: групи катували мешканців «чужих» сіл, спалювали самі поселення. Воєнізована група Χ свідомо використовувала терор. Найбільшим злочином ЕЛАС стала різанина в Мелігаласі (область Мессенія), де солдати ЕЛАС у боротьбі з охоронними батальйонами 2-16 вересня 1944 року вбили 150 мирних мешканців.
У спробі знищити групу Народне і соціальне визволення (EKKA), ЕЛАС убили її лідера Дімітріоса Псарроса, звинувативши його у співробітництві з німцями. Самі ж обвинувачені пізніше пояснювали, що були вимушені звернутися по допомогу до німців, оскільки ЕЛАС вела дуже агресивну політику проти інших груп Опору, атакувала їх.
У березні 1944 року ЕАМ створив Політичний комітет національного визволення (грец. Πολιτική Επιτροπή Εθνικής Απελευθέρωσης, або PEEA) як третій національний уряд, конкуруючий із колабораціоністським в Афінах та екзильним у Каїрі. До складу Комітету увійшли не тільки комуністи, а й представники прогресивних груп, а помірна програма викликала підтримку навіть серед греків у вигнанні. У квітні 1944 року грецькі збройні сили в Єгипті зажадали, аби уряд національної єдності був створений на основі PEEA і повністю замінив уряд у вигнанні, що він не мав ніякої політичних зв'язків з окупованою Грецією.
Цей рух жорстоко придушили британські війська і грецькі офіцери, що залишилися на службі екзильного уряду. Близько 8 000 грецьких солдатів і офіцерів відправили до таборів у Лівії, Судані, Єгипті і Південній Африці. Пізніше Каїрський уряд створив Третю грецьку гірську бригаду, яка складалася винятково з антикомуністів, очолена бригадним командиром Трасівулосом Цакалотосом.

## Від перемир'я до конфронтації
В травні 1944 року в Лівані всі сторони конфлікту розпочали переговори, які завершилися підписанням Ліванської угоди створенням уряду національної єдності з 24 міністрів, 6 з яких були обрані від ЕАМ. Однак питання роззброєння угруповань залишилося невирішеним.
Улітку 1944 року поразка Німеччини стала очевидною, екзильний уряд на чолі з Георгіосом Папандреу переїхав у Казерту (Італія), готуючися до повернення. 20 вересня 1944 року в Казерті Вінстон Черчилль домовився з Йосипом Сталіним про передачу всіх озброєних груп у підпорядкування Грецького верховного головнокомандування, яке очолював британець Рональд Скобі. В жовтні війська Західного Альянсу висадилися в Греції, оскільки Німеччина швидко відступала, а територію вже встигли визволити солдати ЕЛАС або ЕДЕС.
Станом на 13 жовтня 1944 року лише центр Афін залишався окупованим, решту визволили загони ЕЛАС. Цього дня в столицю вступили британські загони. За 6 днів до Греції повернувся уряд Георгіоса Папндреу, а король Георг ІІ тимчасово залишався в Каїрі до легітимного відновлення монархії. В цей час ЕЛАС могла безперешкодно захопити владу в країні, однак Радянський Союз просив партійну верхівку КПГ не приймати одноосібних рішень, зважаючи на встановлені відносини з союзниками, та не ламати великомасштабних планів Сталіна. Бездіяльність ЕАМ стала причиною конфлікту між ЕАМ і ватажками та рядовими солдатами ЕЛАС.
Питання роззброєння також викликало суперечки між міністрами Папандреу та міністрами-членами ЕАМ. Британський посол Реджинальд Ліпер радив Папандреу не йти на поступки, вимагати розпустити всі воєнізовані загони, створити Національну гвардію, яка підпорядковувалася б лише уряду і безпосередньо уряду. Національно-визвольний фронт Греції справедливо вбачав у планах британців прагнення знівелювати вплив комуністів і, позбавивши їх власної армії, знищити як політичного супротивника, тому запропонував альтернативний план. Папандреу відхилив проект ЕАМ, а 1 грудня 1944 року генерал Скобі оголосив про розпуск ЕЛАС. Наступного дня міністри-члени ЕАМ вийшли з уряду, а командування ЕЛАС відмовилося підкоритися наказу про розпуск.

### Декемвріана
3 грудня 1944 року в Афінах на площі Синтагма зібралося близько 250 тисяч прихильників ЕАМ, хоча влада заборонила демонстрацію. По неозброєних афінянах відкрили вогонь Організація Хі, ЛОК (грецькі секретні служби), а також грецька поліція та британські солдати. Загинуло 28 осіб, у тому числі 6-річний хлопчик, 148 осіб були поранені. Ця трагедія обернулася для влади великомасштабними нападами солдатів ЕЛАС у наступні кілька днів. 4 грудня Папандреу вирішив оголосити про добровільну відставку, однак британський посол Реджинальд Ліпер відмовив його. 12 грудня ЕЛАС контролювала Афіни та Пірей.
Наприкінці грудня особисто Вінстон Черчилль прибув в Афіни та намагався за посередництва Радянського Союзу примирити сторони, однак ці спроби ні до чого не призвели. Наприкінці грудня ЕЛАС витіснили з Афін, Папандреу все-таки пішов у відставку. Його змінив запеклий антикомуніст Ніколаос Пластірас. 15 грудня 1945 року генерал Рональд Скобі погодився на перемир'я, але для цього ЕЛАС мала залишити Патри і Салоніки. ЕАМ зазнав тяжкої політичної поразки.

## Інтерлюдія: 1945—1946 роки
12 лютого 1945 у Варкізі поблизу Афін після 50-денного збройного опору грецьких патріотів англійським інтервентам та їхнім ставленикам у Греції укладено Варкізьку угоду між Національно-визвольним фронтом Греції і урядом Ніколаоса Пластіраса. Угода передбачала повну демобілізацію всіх воєнізованих груп у Греції, амністію політичним в'язням, проведення референдуму, на який виносилося питання про відновлення монархії, та призначення найближчої дати парламентських виборів. ЕАМ виконав свої зобов'язання: війська ЕЛАС були розформовані, зброю здано урядовим органам. Однак уряд не тільки не виконав своїх зобов'язань, а й озброїв зданою частинами ЕЛАС зброєю нові загони.
Варкізька угода обернула політичну поразку ЕАМ на військову. В той час як ЕЛАС опинилася поза законом, інші праві угруповання та грецька армія могли продовжувати боротьбу з комуністами. Під політичну амністію підпадали одиниці, оскільки в попередні роки більшість дій груп Опору класифікувалася як кримінальні правопорушення. Зрештою влада змогла на легітимній основі заарештувати близько 40 тисяч солдатів ЕЛАС та комуністів. Зокрема був заарештований грецький історик, антикознавець та сходознавець Дімітріос Цибукідіс, звільнений тільки через 12 років з огляду на незворотну шкоду, нанесену здоров'ю. Близько 5 тисяч учасників Руху Опору тоді втекли до Федеративної Народної Республіки Югославія. Надалі до 1946 року близько 2000 тисяч комуністів вбиті підтримуваними владою антикомуністичними угрупованнями.
З погіршенням відносин між Радянським Союзом та Західним Альянсом Комуністична партія Греції переглянула й свою позицію. В лютому КПГ вирішила продовжувати боротьбу, проігнорувала березневі вибори, на яких перемогла роялістська Об'єднана патріотична партія, головною політичною силою якої виступала Народна партія на чолі з Константіносом Цалдарісом. Після сфальсифікованого плебісциту 1 вересня 1946 року в країні була відновлена монархія.

## Громадянська війна: 1946—1949 роки

### 1946—1948 роки

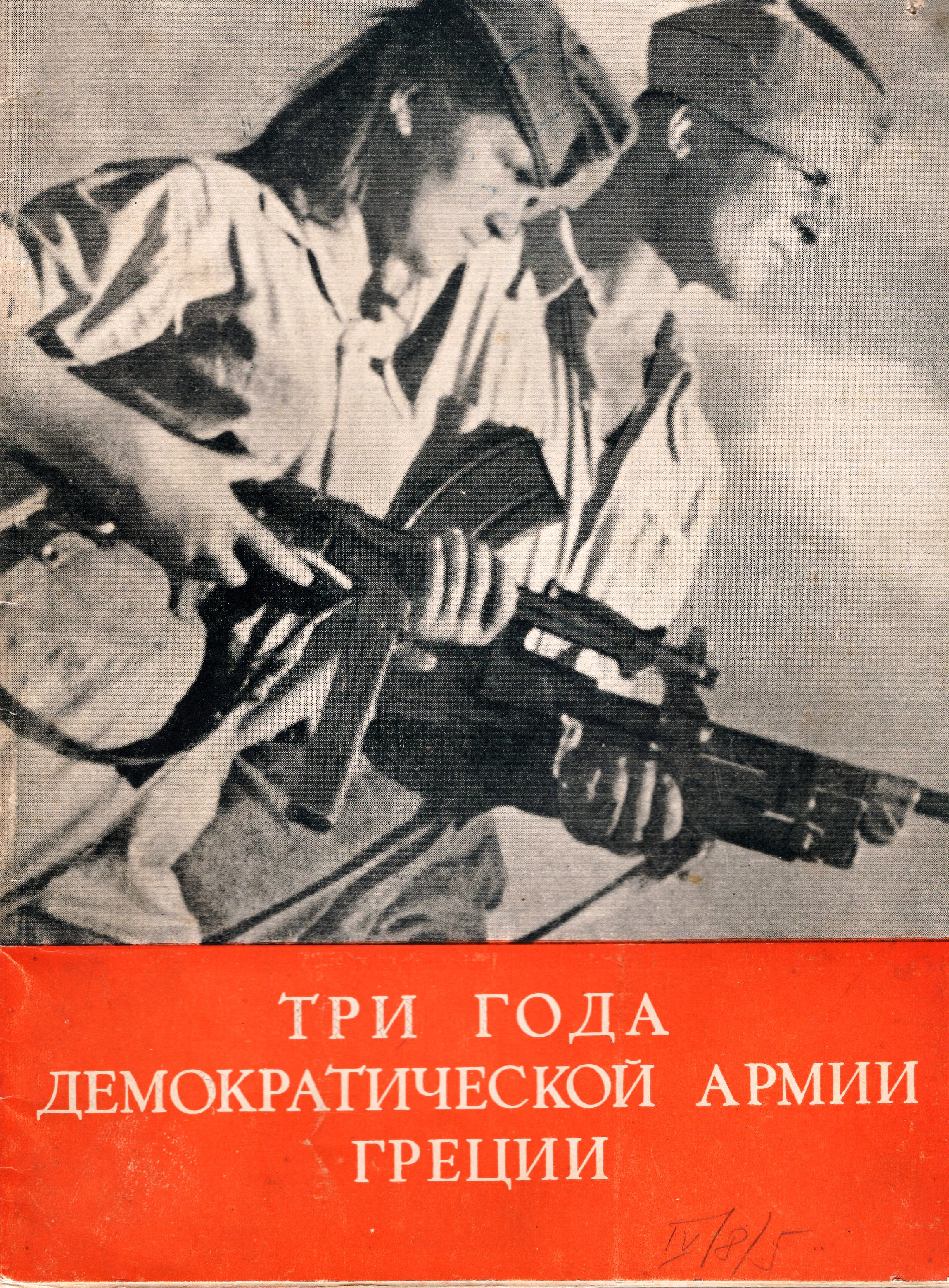
Пропаганда Демократичної армії Греції, 1949

Громадянська війна поновилася з новою силою після нападу солдатів ЕЛАС на поліцейську дільницю в Літохоро (область Пієрія, Центральна Македонія). Озброєні ветерани ЕЛАС поверталися в Грецію з Югославії та Албанії і утворили Демократичну армію Греції (ДСЕ). Її очолив Маркос Вафіадіс. До кінця 1946 року ДСЕ здебільшого в гірських районах Греції озброїла до 10 тисяч воїнів-партизанів.
Водночас Грецька армія, переведена урядом на професійну основу, нараховувала до 90 тисяч солдатів. Спочатку фінансову підтримку для утримання грецької армії надавала Велика Британія, однак, витративши 86 млн фунтів стерлінгів, відмовилася від подальшої допомоги. Тоді зобов'язання про утримання грецької армії в боєздатному стані, готовності дати відсіч комуністичним угрупованням на себе взяли США, очолювані президентом Гаррі Труменом. Так, США взяли під свій контроль не лише грецьку армію, а й грецького короля: посол США міг радити королю в питаннях, наприклад, призначення прем'єр-міністра країни.
Впродовж 1947 року зіткнення між Демократичною армією Греції та регулярною грецькою армією ставали дедалі запеклішими та жорстокішими. ДСЕ здійснювала атаки головним чином у Північній Греції — в Епірі, Фессалії, Македонії. Контратаки грецької армії не мали успіху, оскільки партизани відступали в добре захищені гірські райони, поступово деморалізуючи армію. У вересні 1947 року Комуністична партія Греції вирішила перейти до широкомасштабних дій, а в грудні 1947 року партія оголосила про створення Тимчасового демократичного уряду на чолі з прем'єр-міністром Маркосом Вафіадісом. Невдовзі діяльністю КПГ стала офіційно забороненою, а вплив США більше не приховувався. Однак відступати ДСЕ вже не могла, і наприкінці грудня 1947 року під час облоги невеличкого міста Коніца в області Яніна (Епір), Демократична армія Греції втратила 1200 бійців.
Незважаючи на поразку під Коніцею, ДСЕ досягла свого силового максимуму і змогла поширити бойові дії на весь півострів Пелопоннес, а також Аттику. В лавах ДСЕ перебувало близько 20 тисяч солдатів. 14 тисяч із них, за сучасними підрахунками дослідників, походили зі слов'янізованих районів Македонії. На підтримку грецькій армії надійшли загони Західного Альянсу, які змогли завдати значного удару по силах ДСЕ в Центральній Греції.

### Завершення війни
Кінець громадянській війні в Греції змогли покласти не військовики, а політики. В червні 1948 року Радянський Союз розірвав стосунки з президентом Федеративної Народної Республіки Югославія Йосипом Брозом Тіто, в той час як останній був найнадійнішою підтримкою Комуністичної партії Греції від 1946 року. Більшість верхівки КПГ на чолі з Нікосом Захаріадісом схилялися до подальшої підтримки від СРСР та Сталіна. В січні 1949 року Маркоса Вафіадіса звинуватили в прихильності до Тіто, звільнили з усіх постів у партії та армії і замінили Захаріадісом.
До липня 1949 року Йосип Броз Тіто у відповідь знищив усі осередки ДСЕ на території Югославії та закрив кордон для її солдатів. Водночас генерал Александрос Папагос почав масовані атаки по силах ДСЕ в Північній Греції, які дістали назву "Операція «Факел». У результаті ДСЕ була розбита і більше не могла чинити опір. До вересня 1949 року більшість партизан утекла до Народної Республіки Албанія, однак албанська сторона оголосила заборону на будь-яку діяльність грецьких партизанських груп на своїй території, ймовірно, не без впливу СРСР. 16 жовтня 1949 року Нікос Захаріадіс оголосив про припинення ведення бойових дій, що фактично поклало край громадянській війні.

## Підсумки війни
В січні 1951 року щотижнева газета генерального штабу Греції «Стратіотіка» оприлюднила узагальнені цифри втрат у ході війни. Згідно з цими даними, грецька армія втратила 12 777 убитими, 37 732 пораненими і 4257 зниклими безвісти. Грецькі партизани вбили 4124 цивільних особи, в тому числі 165 священиків. На мінах підірвалася 931 людина. Підірвано 476 звичайних і 439 залізничних мостів. Знищено 80 залізничних станцій. Втрати партизанів склали близько 38 тисяч осіб, 40 тисяч захоплені в полон або здалися.
Країни Західного Альянсу розглядали поразку Комуністичної партії Греції як поразку СРСР на певному етапі Холодної війни, хоча Радянський Союз ніколи дієво не підтримував КПГ у спробі встановити контроль над усією Грецією. Основна підтримка надходила від лідера Федеративної Народної Республіки Югославія Йосипа Броза Тіто. Розрив у їхніх стосунках назавжди поклав край сподіванням КПГ заволодіти всією повнотою влади в Греції.
Грецьке королівство разом із Туреччиною та Федеративною Народною Республікою Югославія увійшло до сфери стратегічних інтересів США. Радянський Союз втратив свій провідній вплив на Балканському півострові, хоча й зберіг свої позиції в Народній Республіці Албанія, Народній Республіці Болгарія та Народній Республіці Румунія.